# شرق الأردن في العهد القديم
شرق الأردن أو عبر الأردن ((بالعبرية: עבר הירדן‏) عيفر هاياردان) هي المنطقة الواقعة إلى الشرق من نهر الأردن جنوب بلاد الشام. كما يطلق عليها اسم جلعاد أيضًا.

## الاسم
ورد الاسم العبري עבר הירדן عبر الأردن على سبيل المثال، في سفر يشوع(1:14). وقد ورد بصيغة تدل أنه يُستخدم من قبل سكان غرب نهر الأردن، بمن فيهم الكتاب التوراتيين.
ووفقاً للترجمة السبعينية فإن الجملة (بالعبرية: בעבר הירדן מזרח השמש (מזרחית לנהר הירדן)‏) والتي تُقرأ «هايّاردان ميرزاح» وتعني خلف الأردن باتجاه المشرق قد تُرجمت في الأغريقة إلى (بالإغريقية: πέραν τοῦ Ιορδάνου,)‏  پاران توا جوردانويو "خلف الأردن"، والتي تُرجمت في اللاتينية، في النسخة الشائعة إلى
(باللاتينية: trans Iordanen)‏ والتي تعني عبر الأردن أو ما وراء الأردن.
. ومع ذلك، فأن بعض الكتاب يتعاملون مع الكلمة العبرية ((بالعبرية: עבר הירדן‏) عيفر هاياردان) خلف الأردن أساساً للكلمة عبر الأردن، والتي تُستخدم في العبرية الحديثة كذلك. بينما تُستَعمل كلمة شرق في اللغة العربية والتي تماثل الكلمة التي تعني باتجاه الشرق في الجملة العبرية؛ فيقال شرق الأردن.
وفي الاستعمال اللاتيني، فإن الكلمة (trans) تعنى خلف أو عبر؛ مما يجعل كلمة عبر الأردن أو (ترانسجوردن "Transjordan") تعني حرفياً الضفة الأخرى من نهر الأردن، والتي تعتبر كلمة (كِسجوردن "Cisjordan") الكلمة المقابلة لها؛ إذْ تعني «على هذه الجهة من الأردن»؛ أي غرب نهر الأردن.

## أسباط شرق الأردن التوراتية

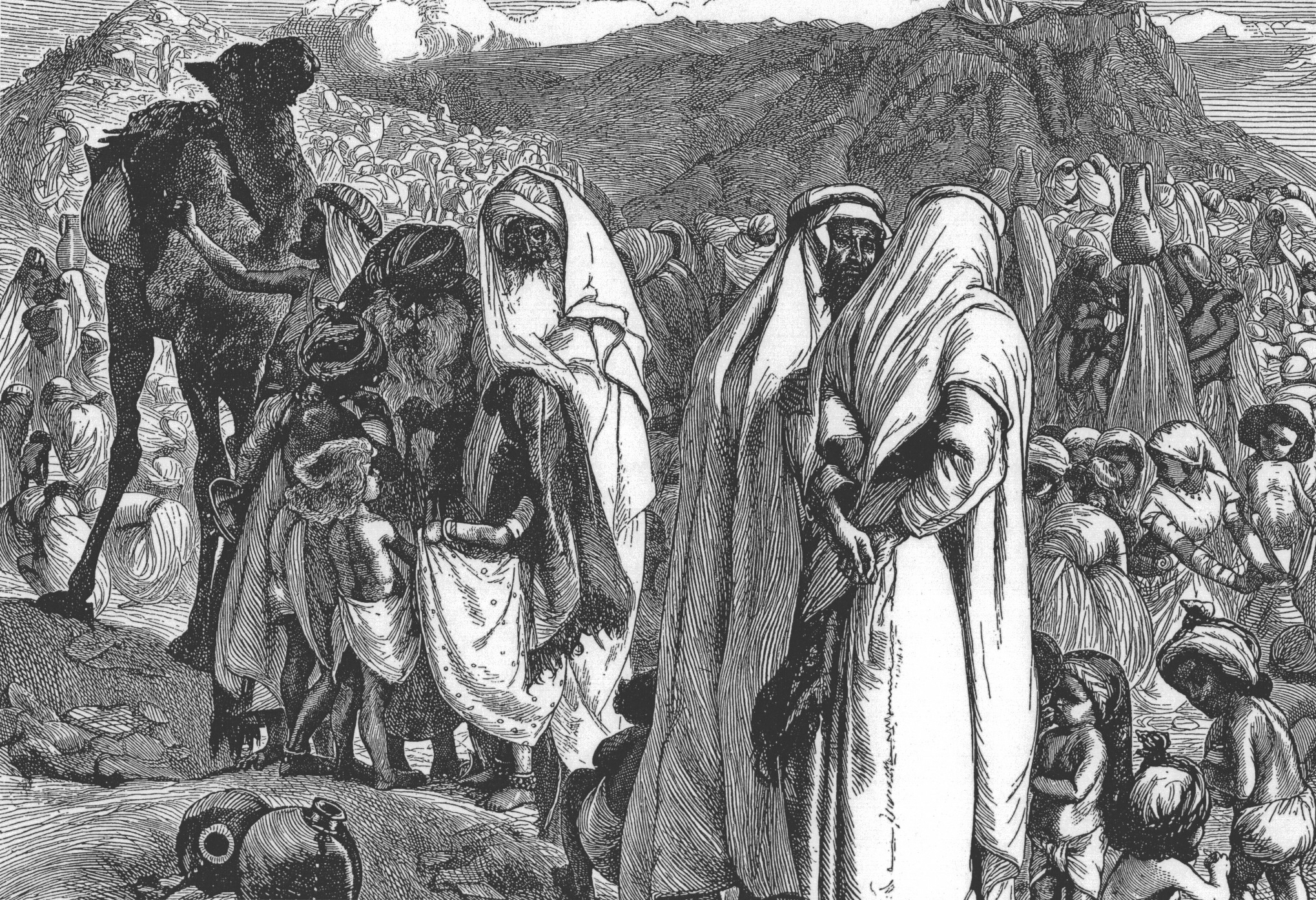
"سبطا رأوبين وجاد يسألون عن الأرض", صورة منقوشة لآرثر بويد هوتون بناءاً على سفر العدد في إصحاحه 32.

وفقاً للعهد القديم أو التوراة، فإن سبطين ونصف السبط سكنوا شرق الأردن. وقد ورد في سفر العدد في الإصحاح 32 كيف جاءت كل من سبطي رأوبين وجاد إلى النبي موسى  ليسألوه إذا ما كان بمقدورهم السكن شرق الأردن، الشيء -وبحسب العهد القديم- الذي جعل النبي موسى  شاكّاً، لكنهم وعدوه بأنهم سيلتحقون في القتال لأخذ بلاد كنعان، كما يسمّيها العهد القديم. ولذا منحهم النبي الأرضَ ليسكنوا فيها. وأما النصف من سبط منسى فإنهم لم يذكروا حتى الإصحاح 33، وبخصوص هذا يقترح بعض الباحثين أن سبب ذلك هو أن سبط منسى كانت قد سكنت في الأرض التي كانت تحت سيطرة عوج بن عنق شمال نهر الزرقاء الذي تسميه التوارة يبوق، بينما سكن السبطان الآخران جنوب النهر في أرض سيحون. وبما أن أراضي عوج هذا، وبحسب التوراة، لم تكن في الطريق نحو بلاد كنعان كما تُسمى توراتيا، فقد كانت بشكل طبيعي أكثر جزءاً مما يسميها التوراة أرض الميعاد؛ ولذا فإن وضع سبط منسى كان أقل إشكالية من وضع كل من سبطي رأوبين وجاد.
وكما ذُكر في سفر يشوع أكد يوشع بن نون على قرار موسى، بِحثّ رجال السبطين ونصف السبط على المساعدة في الغزو، والذي هم على استعداد للقيام به. وفي يشوع 22، يعود أسباط شرق الأردن، ويبنوا مذبحًا ضخمًا على ضفاف نهر الأردن. لهذا السبب أصبحت جماعة بني إسرائيل بأكملها تستعد للحرب، لكنهم يرسلون أولاً وفداً إلى أسباط شرق الأردن، يتهموهم فيها بإثارة غضب الله والإيحاء بأن أرضهم ربما تكون نجسة. رد أسباط شرق الأردن على الرسالة بأن المذبح ليس للقرابين، بل هو مجرد "شاهد". ارتضت أسباط غرب الأردن، وعادوا إلى ديارها. يجادل أسيس بأن الأبعاد غير العادية للمذبح تشير إلى أنه "لم يكن مخصصًا للاستخدام كقرابين"، ولكنه كان في الواقع "يهدف إلى جذب انتباه الأسباط الأخرى" وإثارة انتباههم.
وبالنسبة لاستيطان الأسباط الإسرائيلية شرق نهر الأردن، يلاحظ بيرتون ماكدونالد:

## الوضع القائم في العهد القديم

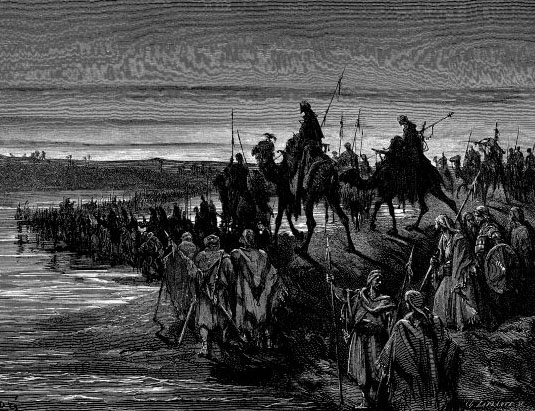
"أطفال بني إسرائيل يعبرون نهر الأردن"، نقش غوستاف دوريه. يقول موشيه فاينفيلد أنه في سفر يشوع، تم وصف نهر الأردن على أنه "حاجز أمام أرض الميعاد".

يجد الباحثون بعض الغموض حول وضع شرق الأردن في ذهن الكتاب المقدس، يقول هورست سيباس أنه في سفر العدد " نجد وعيًا بشرق الأردن باعتباره مقدسًا ليهوه". والدليل على ذلك هو وجود مدن الملجأ هناك؛ وكذلك لأن الأرض التي يتم الاستيلاء عليها في حرب مقدسة هي دائمًا مقدسة. في المقابل يؤكد ريتشارد هيس أن "أسباط شرق الأردن لم تكن في أرض الميعاد". يقول موشيه فاينفيلد أنه في سفر يشوع، تم تصوير نهر الأردن على أنه "حاجز أمام أرض الميعاد". لكن في سفر التثنية (1: 7) و(11: 24)، شرق الأردن هو "جزء لا يتجزأ من أرض الميعاد".
وعلى عكس المخصصات القِبليّة الأخرى، لم يتم تقسيم أراضي شرق الأردن بالقرعة؛ لذلك يقترح جاكوب ميلجروم أنه تم تخصيصها من قبل موسى وليس من قبل الرب.
تقول لوري روليت أنه في سفر يشوع، تعمل أسباط شرق الأردن ضد الجبعونيين. واعتبرت أن القبائل الأصلية لديهم العرق الصحيح لكن بالموقع الخطأ، بينما الجبعونيين لديهم العرق الخطأ لكن بالموقع الصحيح.

## معرض الصور

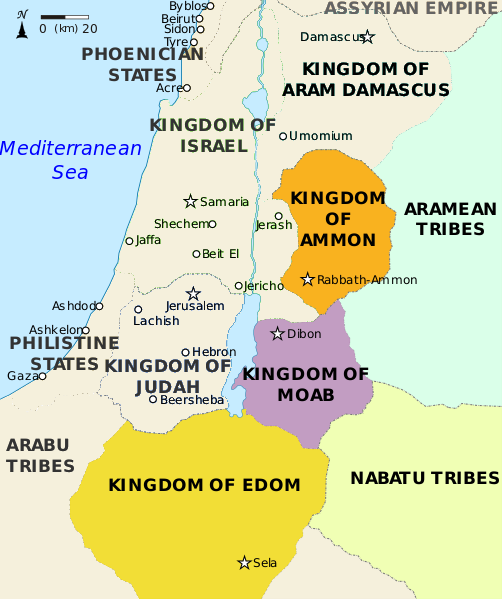
الممالك التوراتية العمونيون وأدوم ومؤاب.
خريطة أسباط بني إسرائيل قبل انتقال سبط دان للشمال (بناءاً على سفر يشوع).